# Embalse (Córdoba)
Embalse es una ciudad y municipio del departamento Calamuchita en la provincia de Córdoba, Argentina. Ubicada en el valle de Calamuchita, en el corazón de las Sierras de Córdoba, 100 km al sur de la capital provincial, con la cual se conecta mediante la ruta provincial 5 y la ruta nacional 36.
La ciudad de Embalse, con una población de 9.660 habitantes, es uno de los principales centros urbanos, político, y económico del departamento.

## Historia
A comienzos del siglo XX, el pequeño poblado conocido como «Pueblito de los Indios» comienza a forjarse. En 1911, los estragos causados por las crecidas del río Tercero eran tan graves que la empresa inglesa Ferrocarril Central Argentino presentó un proyecto para construir un dique que nivelara las aguas y se aprovechara para riego. Así fue que el 10 de diciembre de 1911 con la presencia del ministro de obras públicas Exequiel Ramos Mexía, se colocó la piedra fundamental en la Quebrada del Río III. Esta fecha es recordada como el aniversario de fundación de la ciudad. El comienzo de la Primera Guerra Mundial hace que la empresa inglesa abandone las obras dejando como legado el edificio de la subusina, (actual museo municipal) y los bloques de cemento que bordeaban la ruta en los sectores cercanos al dique con los que aparentemente pensaban construir el murallón que nunca concretaron. 
Las obras fueron retomadas recién en 1927, por los ingenieros argentinos Santiago Enrique Fitz Simon y Juan Carlos Alba Posse, su proyecto era de mayor magnitud que el anterior y fue concretado entre los años 1927 y 1936. 
La obra se compone de un dique principal de 50 m de alto y 360 m de largo construido en roca granítica, la torre chica que en el extremo inferior posee un túnel que se utilizó para el desvío del caudal del río mientras se realizaba el paredón del dique, la torre grande de 40 m de altura que toma el agua para la usina hidroeléctrica, la cual tiene una potencia instalada de 15000 HP y el vertedero de 300 m de largo que actúa como canal evacuador. Completa la obra un dique auxiliar o muro de tierra de 900 m de largo y que fue construido para solucionar una depresión en el terreno.
El ingeniero Fitz Simon es recordado como el principal promotor del Club Náutico, donde se llevaron a cabo eventos sociales que comenzaron a darle popularidad a Embalse como destino turístico: bailes de disfraces, carreras de lanchas, competencias de remo, carnavales venecianos, carreras de natación, etc.
En 1944, Juan Pistarini visita Embalse y su Colonia de Vacaciones, autorizando la construcción de 50 casas, el edificio del Correo, un nuevo salón comedor, años más tarde cedido para colegio secundario. Se termina la Gruta San Martín de Porres, el tanque de agua y se foresta todo el lugar. Instalando un parque que lo rodea, la obra de forestación fue ordenada y dirigida por el mismo Gral. Pistarini y contiene alrededor de 800 000 ejemplares de diversas especies. Así fue como el general Pistarini en forma personal, comenzó a concretar el proyecto de la Unidad Turística Embalse, a través de la Fundación Evita, concretándose entre los años 1946 y 1955. 
La Unidad Turística Embalse se comenzó a construir hacia 1946, dentro de la planificación del Plan Quinquenal, y se terminó en 1951, siendo uno de los símbolos arquitectónicos de la política de estado del bienestar o «justicia social», que caracterizó al gobierno del presidente Juan Domingo Perón.

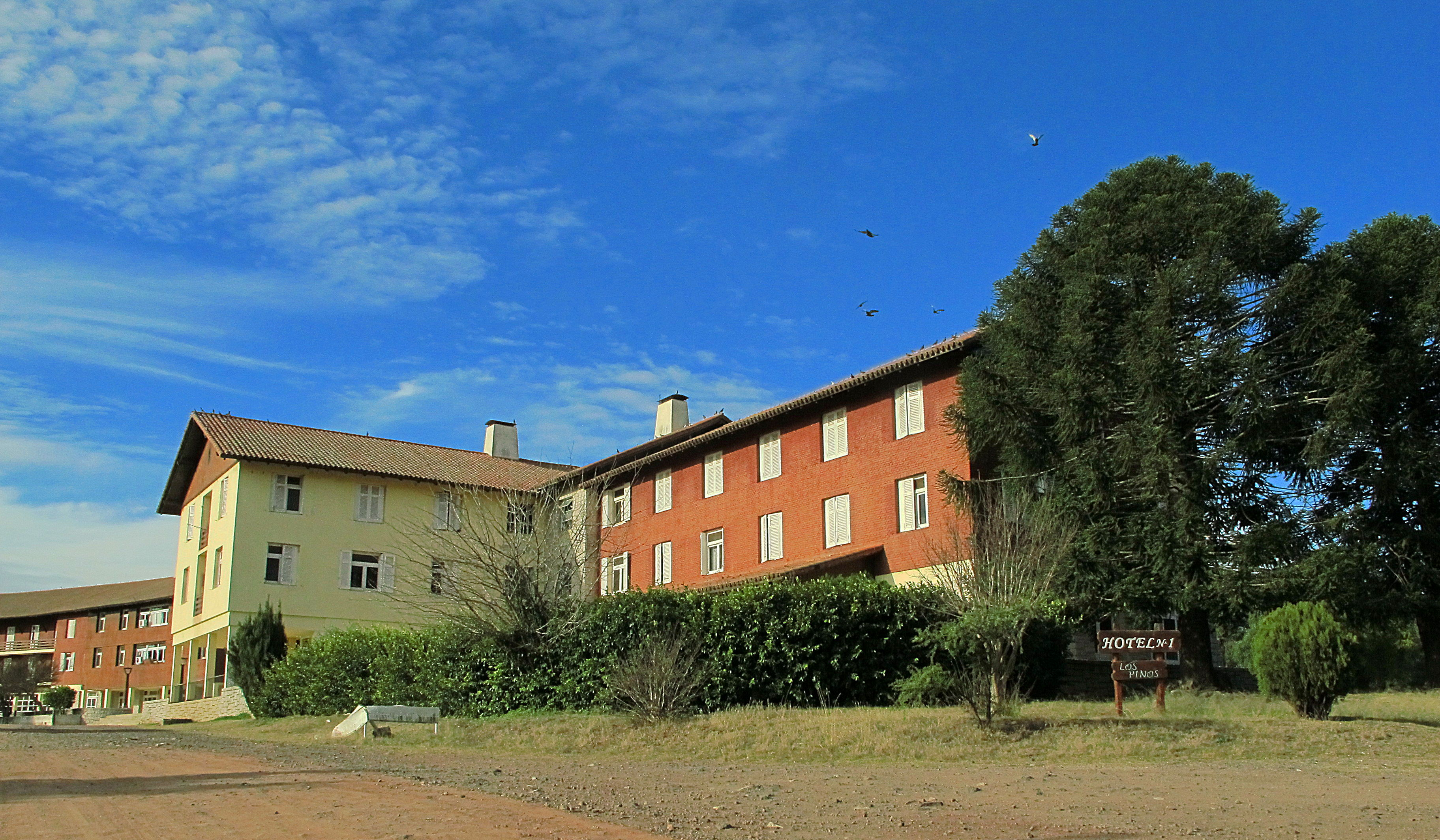
Hotel N˚ 1 Unidad Turística Embalse.

En 1984, se inauguró el Casino Embalse, el cual permanece abierto todo el año. Ese mismo año, finalizó la construcción de la Central Nuclear Embalse, una de las tres centrales que existen en Argentina y la única localizada en el interior del país. El 20 de julio de 1986, se inauguró la primera iglesia parroquial «Nuestra Señora de Loreto» (la cual se encuentra en proceso de remodelación) cuyo primer párroco, el Padre José Luque, fue el iniciador del festival más importante de esta región y el tercero más importante de Córdoba, denominado Festival de la Fe y el Folclore, actualmente «Embalse Un Canto a la Vida», que se realiza anualmente en el mes de enero.

## Turismo

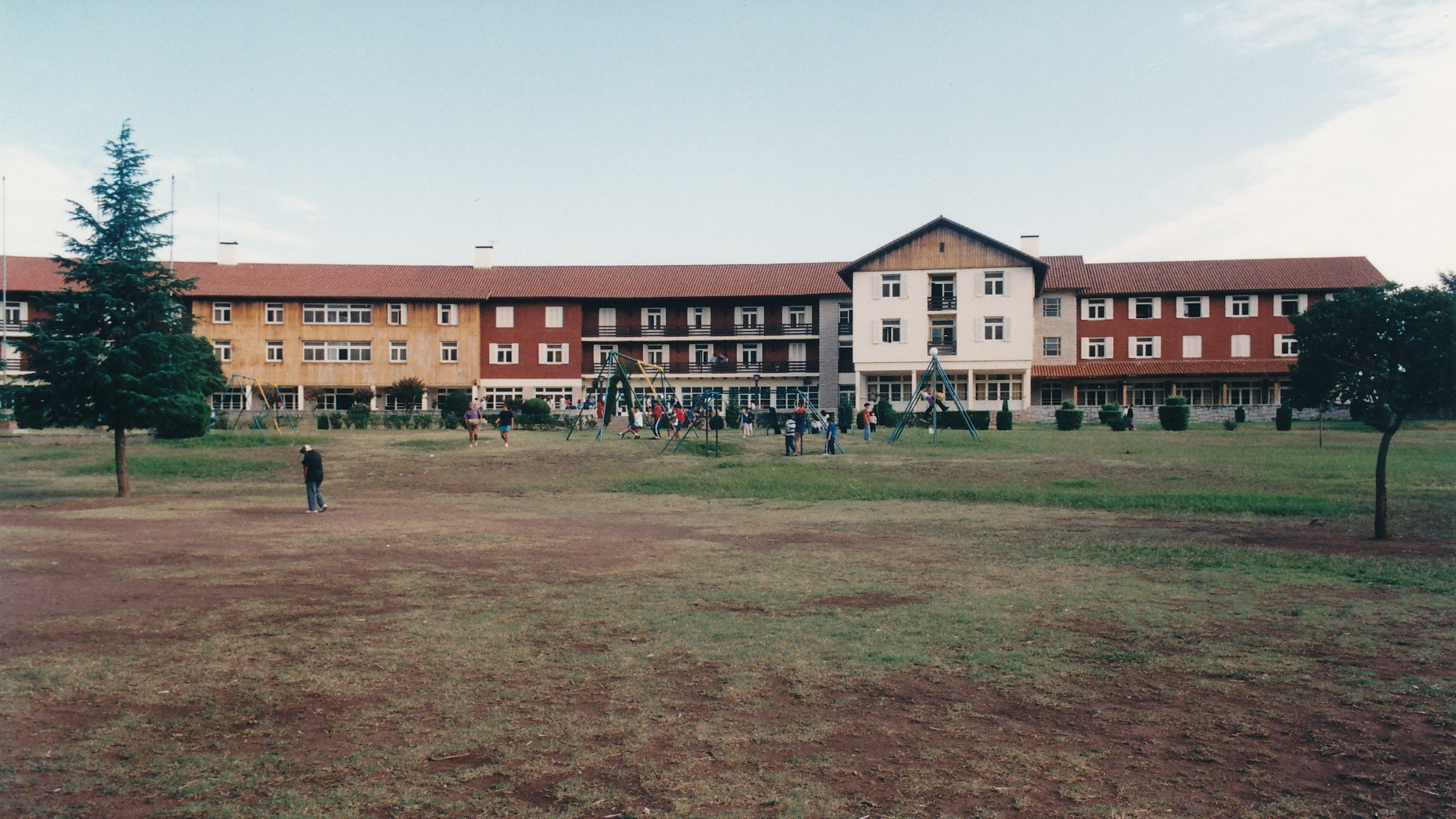
Vista parcial del Hotel N˚ 2 de la Unidad Turística Embalse en 1997

El turismo es una de sus principales actividades económicas, posee aproximadamente 8.000 plazas hoteleras, tanto privadas como estatales. Cuenta con diversas atracciones turísticas, como el lago artificial más grande de Córdoba, el paredón del Dique, los lagos Segunda Usina y Tercera Usina (el primero es uno de los más elegidos por buzos de todo el país debido a sus aguas cristalinas) el río Tercero (el más importante de Córdoba), la piedra del Hongo (una formación rocosa modelada por la erosión eólica dándole forma de hongo), el mirador de la Unidad Turística Embalse, los museos Alba Posse y Eva Perón, el monolito de mármol con 32 m de altura ubicado en la plaza central de la ciudad, en honor al exministro de obras públicas Juan Pistarini, la capilla de barrio El Quebracho, la más antigua de la zona, con casi 200 años de antigüedad, entre muchos otros atractivos.

### Circuitos turísticos
- Dique o represa de Embalse del Calamuchita (B° Casitas)
- Usina Hidroeléctrica Ing. Fitz Simon (B° Casitas)
- Museo Municipal Juan Carlos Alba Posse. (B° Casitas)
- Gruta San Martín de Porres (B° Casitas)
- Piedra Fundamental de Embalse y del Lago (Plaza Sarmiento - B° El Pueblito)
- Parroquia Nuestra Señora de Loreto (Villa Irupé Sur, ruta p5)
- Usina Hidroeléctrica Ing. Cassafousth (Av. Cassafousth - Segunda Usina)
- Monolito de mármol en honor al ministro Pistarini (B° Comercial, rotonda del nudo vial zona centro)
- Unidad Turística Embalse ("UTE", Embalse, acceso Oeste)
- Mirador de la Unidad Turística Embalse (UTE)
- Museo Nacional "Eva Perón" (UTE)
- Campo de Golf "Los Eucaliptus" (UTE)
- Iglesia Jesuítica de El Quebracho, de Nuestra Señora del Rosario (B° El Quebracho)

## Mirador de la Unidad Turística de Embalse
Con aproximadamente 50 m, se erige como una de las construcciones de mayor altura del Valle de Calamuchita, sobre la cima de un cerro, ubicado dentro del predio de la Unidad Turística de Embalse, más precisamente en el inmenso y frondoso jardín botánico. Diseñado con dos fines, el de la recreación y el de abastecimiento de agua potable a la Unidad Turística de la Ciudad, ya que también fue construido como tanque de agua. Actualmente se encuentra abierto al público, luego de permanecer cerrado durante varios años. Se puede ascender hasta la cúspide del Mirador, y apreciar la belleza del lago, la inmensidad del jardín botánico y la Unidad Turística, la ciudad de Embalse, Villa del Dique, Rumipal, entre otras. 

## Museos

### Museo municipal Ingeniero Juan Carlos Alba Posse
Cronológicamente el primer Museo de la ciudad, ubicado en la zona norte, avenida de los Trabajadores, barrio Casitas. El edificio donde se encuentran sus instalaciones, fue construido en el año 1914 como una subusina del primer proyecto del dique Embalse de Calamuchita.
Inaugurado en el año 1994, en abril del 2016 cumplió sus 22 años de funcionamiento. 
El museo alberga abundante historia de la ciudad, desde los primeros asentamientos humanos por parte de la Cultura Comechingona, con muestras de diferentes artefactos pertenecientes a la misma, que datan más de 5 mil años de antigüedad; hasta fotografías de la construcción del Dique, artefactos de la época, etc.  

### Museo Nacional Eva Perón
Ubicado en la Unidad Turística, alberga imágenes, artefactos, etc, pertenecientes a la primera dama «Evita», y al General Perón, además de elementos de la época en que fue inaugurada la Unidad.

## Circuito natural
- Arroyo Las Vacas (RP 5 norte)
- Lago de Embalse (Av. costanera Alba Posse, RP 5, RP 61, Costanera UTE.)
- Río Tercero (Calamuchita) (Segunda Usina)
- Lago Segunda Usina
- Bosque Serrano, zona protegida (costanera Alba Posse)
- Jardín botánico Unidad Turística Embalse (Costanera, UTE)
- Cerro Pistarini, mirador del cerro (ruta p61, acceso oeste)
- Lago Tercera Usina (B° Tercera Usina)

## Economía
Una de las actividades económicas principales es la industria hidroeléctrica, con producción de energía eléctrica; la ciudad posee dos usinas hidroeléctrica. El turismo y el comercio son otras de las principales actividades de la ciudad, entre turismo privado y estatal cuenta con alrededor de 8 mil plazas hoteleras, entre cabañas, hoteles, etc. Para el turismo estatal (social) cuenta con el complejo hotelero del Ministerio de Turismo de la Nación denominado Unidad Turística Embalse (II Plan Quinquenal, Presidencia de Juan Perón, 1950) con siete hoteles de gran tamaño (500 plazas aprox. cada uno). 
La ciudad cuenta con una variada infraestructura privada: casino, slots, discotecas, salas de juegos, bowling e infraestructura hotelera privada, entre ellas: cabañas, hoteles, hospedajes, cámpines, etc; el lago artificial más grande de Córdoba. El Embalse Río Tercero es la mayor reserva de agua dulce de la provincia; y también es uno de los mayores atractivos de la ciudad, en él se realizan diversas actividades: recreación, paseos, acampamento, competencias deportivas náuticas y triatlones.

### Comercio
El comercio es una de las actividades principales, más de 950 comercios de diversos rubros se distribuyen a lo largo y ancho de la ciudad y conurbano, pero sobre todo, en el centro comercial y su zona de influencia.
Los barrios más importantes en cuanto a comercio son barrio Comercial y Santa Isabel, este último ha desarrollado de manera considerable su zona comercial ya que es el barrio más poblado de Embalse.
Al ser el centro urbano más importante de Calamuchita su comercio tiene gran influencia en todo el departamento y en algunos departamentos limítrofes. Esto beneficio de manera considerable el aumento de establecimientos, y de la misma manera la oferta laboral.

## Barrios
En 2016 con 36 barrios. Los más importantes:
- Santa Isabel (Concentra la mayor parte de la población)

Los de mayor espacio físico son:
- Villa Irupé
- Aguada de Reyes

La ciudad está dividida en áreas poblacionales, Santa Isabel: subdividida en 10 barrios; Centro: dividida en tres barrios; área UTE: dividida en 5 barrios; Embalse Norte: dividida en 15 barrios y Embalse Sur: dividida en 3 barrios. Al año 2022 existe una población de 9660 habitantes (Indec, 2022) solo en Embalse. Existen varios proyectos de ampliación y creación de nuevos barrios. Algunos de los distritos (sobre todo los del norte y UTE) se encuentran alrededor del Lago. En el conurbano al año 2008, había aproximadamente 31 660 habitantes, aunque posee una densidad poblacional bastante baja debido a la gran cantidad de bosques, sierras, ríos, etc. Posee uno de los ejidos urbanos más extensos de Córdoba

### Barrios
- Santa Isabel
- Sierras del Lago
- Villa Irupé
- Irupé norte
- Irupé Sur
- Residencial Aguada (frente a CNE)
- Clubes Náuticos (se consideran barrios privados)

#### Historia de los barrios
- Barrio Casitas: nace como barrio para los obreros del dique, una vez finalizado pasó a ser colonia de vacaciones, marcando el inicio de la era del turismo en la zona, año 1937 aproximadamente. Se encuentra al norte de la ciudad, y es uno de los barrios que está sobre un cerro. En este barrio se encuentra el Museo Municipal J.C Alba Posse. La avenida principal del barrio es la Av. de los Trabajadores (ex Av. Fitz Simon).
- Barrio el Pueblito: su nombre comprende mucho de la historia de la ciudad, debido a que Embalse, en la época anterior al año 1910, se llamaba "Pueblito de los Indios", por la gran cantidad elementos arqueológicos encontrados en la zona pertenecientes a la cultura de los Comechingones. Ubicado al norte de la ciudad, fue el primer asentamiento urbano de Embalse; en la plaza principal del barrio se encuentra la "piedra fundamental" de la ciudad y el Dique.
- Barrio Santa Isabel: se encuentra en la zona centro de la ciudad, con aproximadamente 2 500 habitantes, es el barrio más poblado, y con 35 manzanas es el tercer barrio más grande. Actualmente cuenta con un marcado crecimiento comercial sobre todo en la zona adyacente a la av. Eva Perón (ruta p5). Posee una iglesia (capilla Santa Isabel de Hungría), antiguamente también tenía su propio club de fútbol, el Club Santa Isabel, el mismo se disolvió y se perdió con el tiempo y su cooperativa de luz y agua. Era considerado un pueblo adyacente a Embalse, hasta que esta última lo incorpora como barrio.
- Barrio Aguada de Reyes: toma su nombre de la "Estancia La Aguada" que pertenecía a una familia adinerada de la época Los Novillo Astrada. Abarcaba esa zona del barrio (zona sur de Embalse) más la zona adyacente al cerro Pistarini, CNE y toda la zona de la Unidad Turística y Villa del Dique.

## Parques, reservas naturales y espacios verdes principales
- Jardín Botánico de la UTE (arboretum): con 654 ha, es el mayor parque y posee gran variedad de fauna y flora autóctona. Alrededor de 800 000 ejemplares de diversas especies de árboles fueron plantados durante la creación de este parque. Ubicado en la Unidad Turística de Embalse.

- Parque o Bosque Serrano: se encuentra en la zona costera del centro norte y cuenta con 365 ha, y es el segundo parque en importancia de la misma, además es una zona protegida ya que se encuentran gran cantidad de especies autóctonas tanto de la flora como la fauna. Forma parte del Bosque Serrano de Córdoba.
- Plaza Central Pistarini: ubicada en pleno centro. En honor al ministro de Obras Públicas Gral. Juan Pistarini, en dicha plaza se encuentra el monolito de 30 m de altura revestido en mármol blanco, en homenaje al mismo ministro, y representando un punto neurálgico del departamento de Calamuchita, y el fin de una era y el inicio de una nueva: la de la industria y la del turismo.

- Plaza Héroes de Malvinas: junto a la plaza Central, conforma parte del sistema vial del centro, con una fuente en honor a los combatientes de Malvinas.

- Plaza de la Memoria verdad y justicia

- Plaza Sarmiento: barrio El Pueblito, en dicha plaza se encuentra la Piedra Fundamental de la Ciudad y del Dique.

## Fiesta nacional del estudiante y la primavera
Es uno de los eventos más convocantes de la provincia de Córdoba, se realiza entre los días 18 y 22 de septiembre de cada año, y congrega a más de 100 000 personas en las cinco jornadas de fiesta, en su mayoría jóvenes de entre 15 y 25 años. El evento incluye un escenario montado a orillas del lago en Playa El Ceibo, donde se presentan bandas de toda índole, tanto de nivel zonal como internacional, también en el predio se instalan cuatro carpas (a orillas del lago) que se convierten en discotecas durante la noche con la puesta en escena de más de 30 Dj's de todo el país

## Geografía

### Población
Cuenta con un total de 9660 habitantes (Indec, 2022), lo que representa un crecimiento del 5,7% respecto del censo anterior 9107 habitantes (Indec, 2010).
| Gráfica de evolución demográfica de Embalse entre 1991 y 2022 |
|                                                               |
| Fuente: censos nacionales del INDEC                           |

### Clima
El clima es templado moderado con las cuatro estaciones bien definidas. Es cálido durante el verano con abundantes lluvias y tormentas eléctricas con caída de granizo en febrero. Seco y templado en otoño, mayormente despejado y nublado parcial. Frío, húmedo y ventoso en invierno con días nublados y nublado parcial, las nevadas son muy comunes en el valle y la ciudad durante julio, a pesar de ser la estación más fría es común que haya días cálidos, debido a la influencia del viento de la Cordillera de los Andes el Zonda. Y fresco a templado y húmedo en primavera, con tormentas aisladas.
| Parámetros climáticos promedio de | Parámetros climáticos promedio de | Parámetros climáticos promedio de | Parámetros climáticos promedio de | Parámetros climáticos promedio de | Parámetros climáticos promedio de | Parámetros climáticos promedio de | Parámetros climáticos promedio de | Parámetros climáticos promedio de | Parámetros climáticos promedio de | Parámetros climáticos promedio de | Parámetros climáticos promedio de | Parámetros climáticos promedio de | Parámetros climáticos promedio de |
| Mes                               | Ene.                              | Feb.                              | Mar.                              | Abr.                              | May.                              | Jun.                              | Jul.                              | Ago.                              | Sep.                              | Oct.                              | Nov.                              | Dic.                              | Anual                             |
| --------------------------------- | --------------------------------- | --------------------------------- | --------------------------------- | --------------------------------- | --------------------------------- | --------------------------------- | --------------------------------- | --------------------------------- | --------------------------------- | --------------------------------- | --------------------------------- | --------------------------------- | --------------------------------- |
| Temp. máx. media (°C)             | 35                                | 31                                | 28                                | 25                                | 22                                | 20                                | 15                                | 19                                | 23                                | 26                                | 28                                | 33                                | 25.4                              |
| Temp. mín. media (°C)             | 20                                | 18                                | 16                                | 12                                | 9                                 | 6                                 | 3                                 | 6                                 | 9                                 | 13                                | 15                                | 17                                | 12                                |
| [cita requerida]                  |                                   |                                   |                                   |                                   |                                   |                                   |                                   |                                   |                                   |                                   |                                   |                                   |                                   |

## Medios de comunicación locales
- Cool Calamuchita 96.1 FM
- Radio La Brújula 103.7
- Radio Delta 105.9
- Embalse Invita

## En la cultura popular
La trama de la novela Embalse, de César Aira, narra las desventuras de un turista porteño y su familia en la localidad.

## Parroquias e iglesias de la Iglesia católica en Embalse
| Diócesis  | Villa María              |
| --------- | ------------------------ |
| Parroquia | Nuestra Señora de Loreto |

- Iglesia de Santa Isabel de Hungría, barrio Santa Isabel.
- Iglesia Nuestra Sra del Rosario, barrio El Quebracho.